# Galenia africana
Galenia africana är en isörtsväxtart som beskrevs av Carl von Linné. Galenia africana ingår i släktet galenior, och familjen isörtsväxter. Inga underarter finns listade i Catalogue of Life.

## Bildgalleri

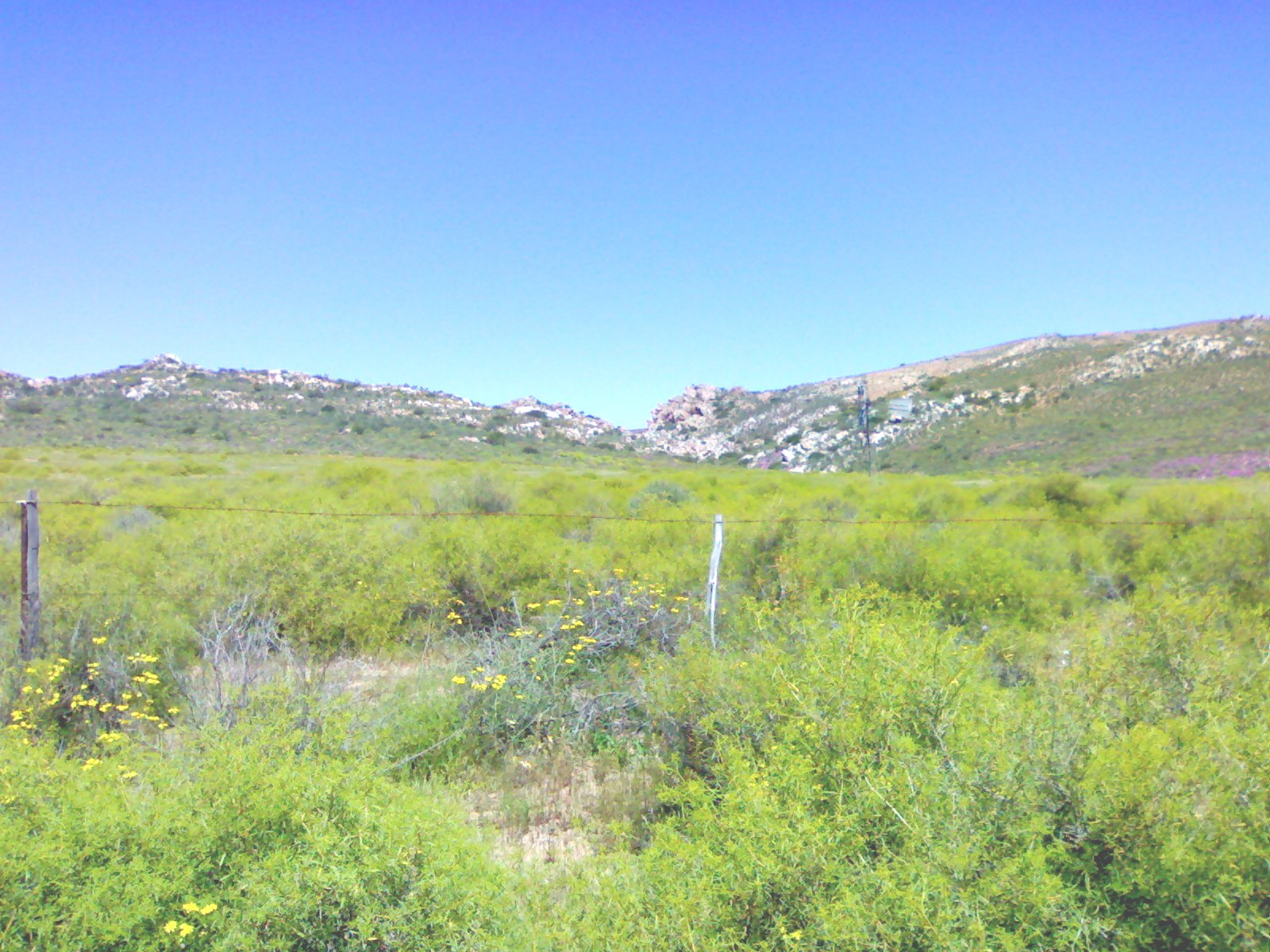
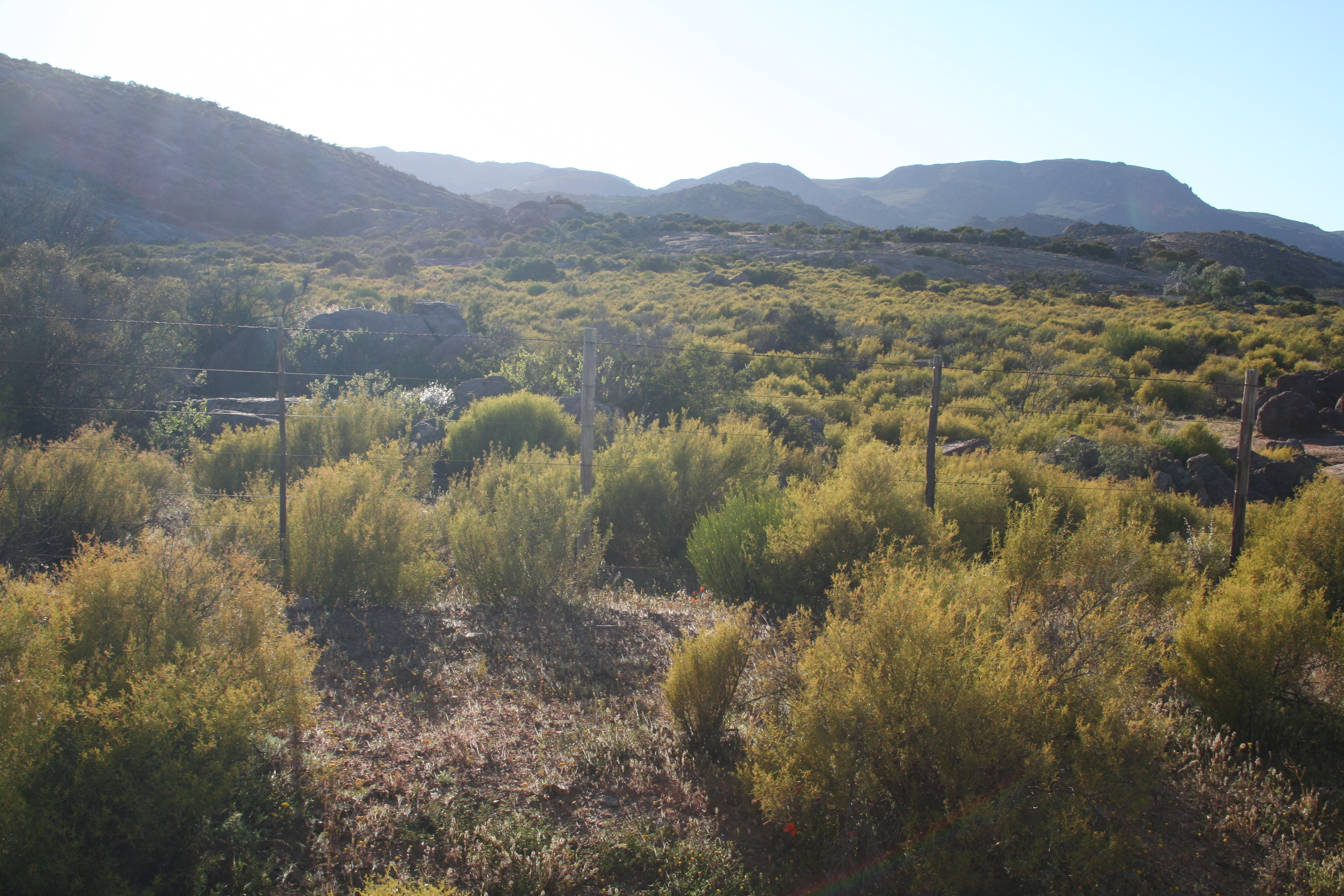
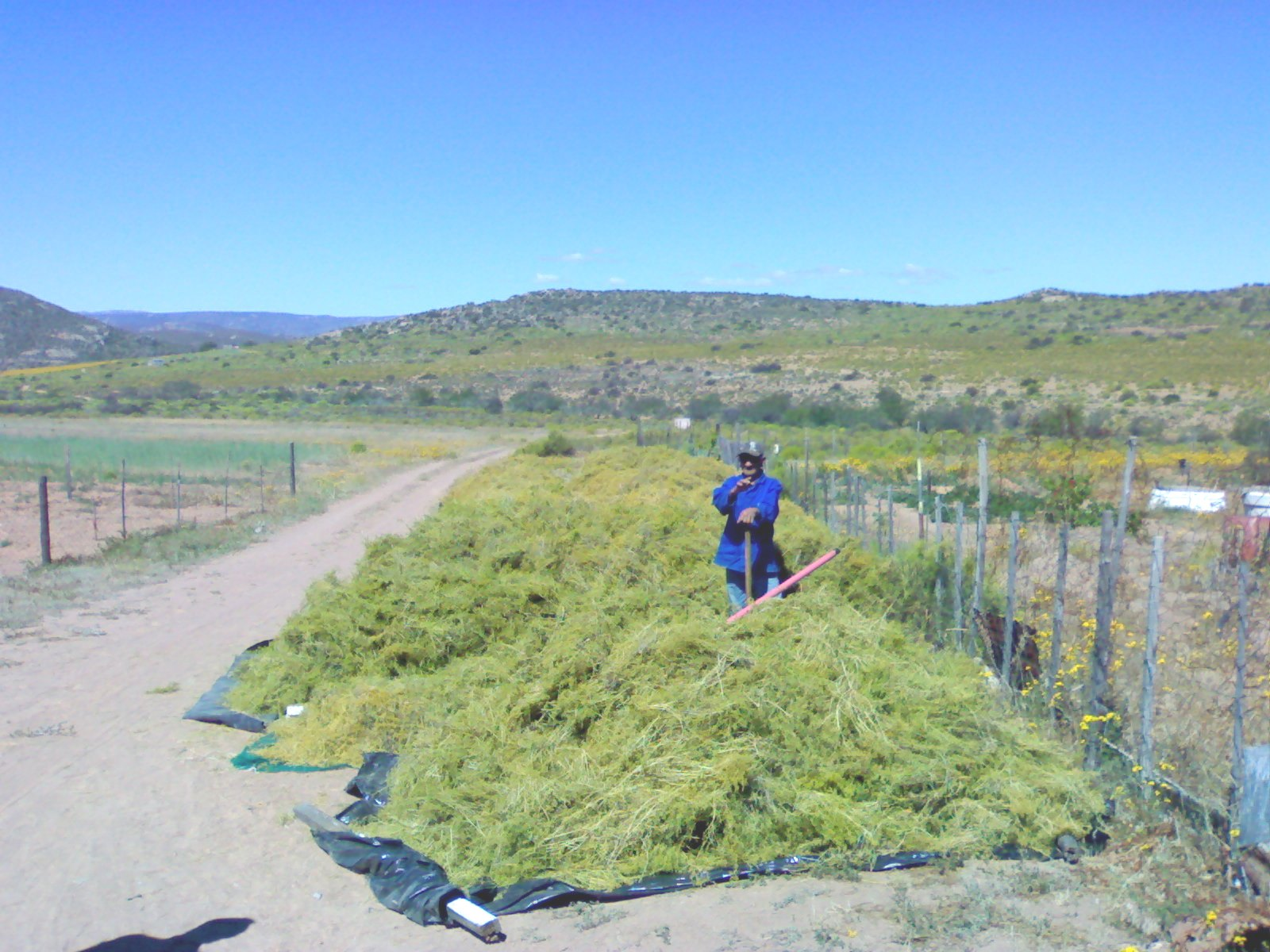
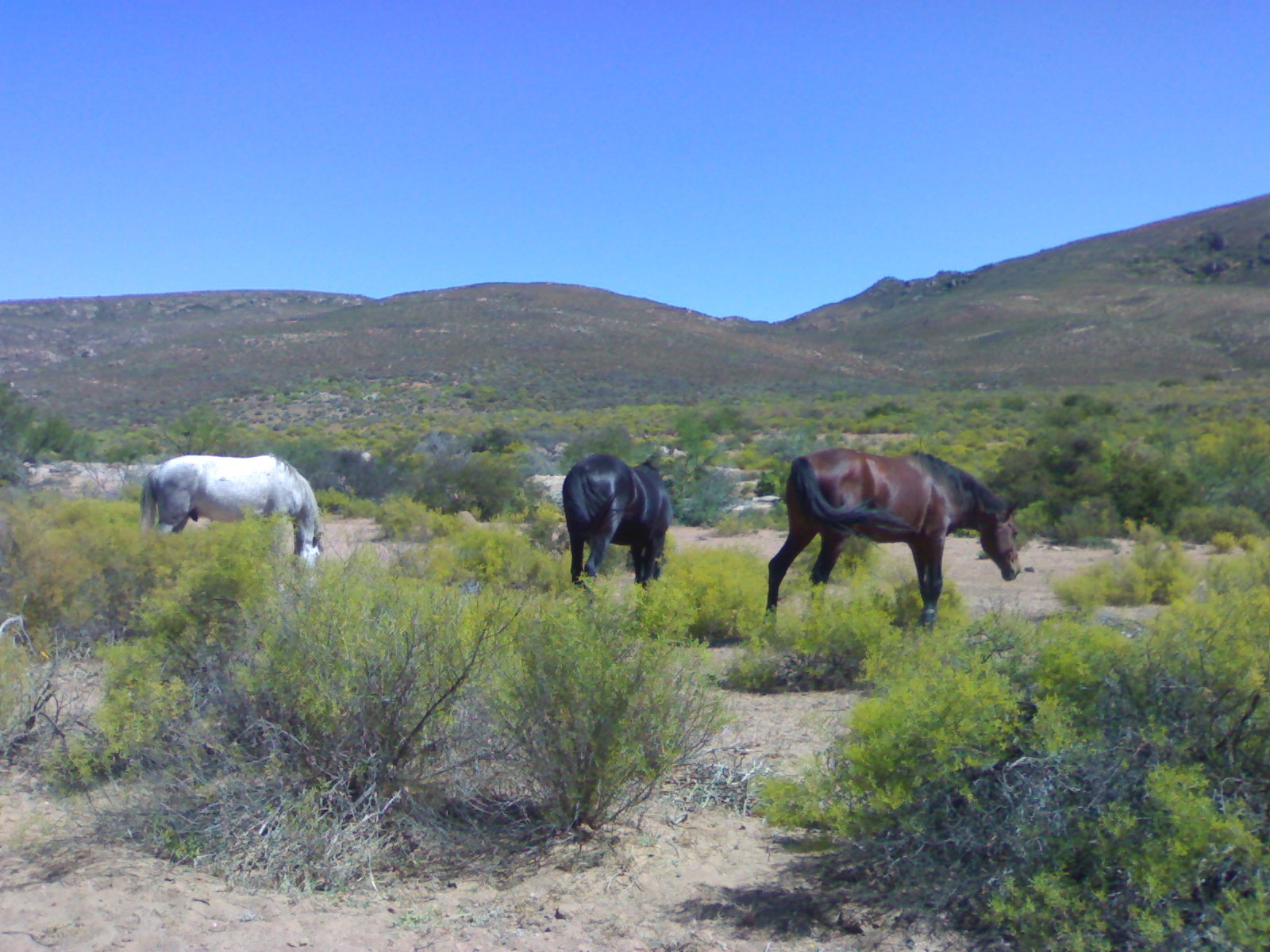
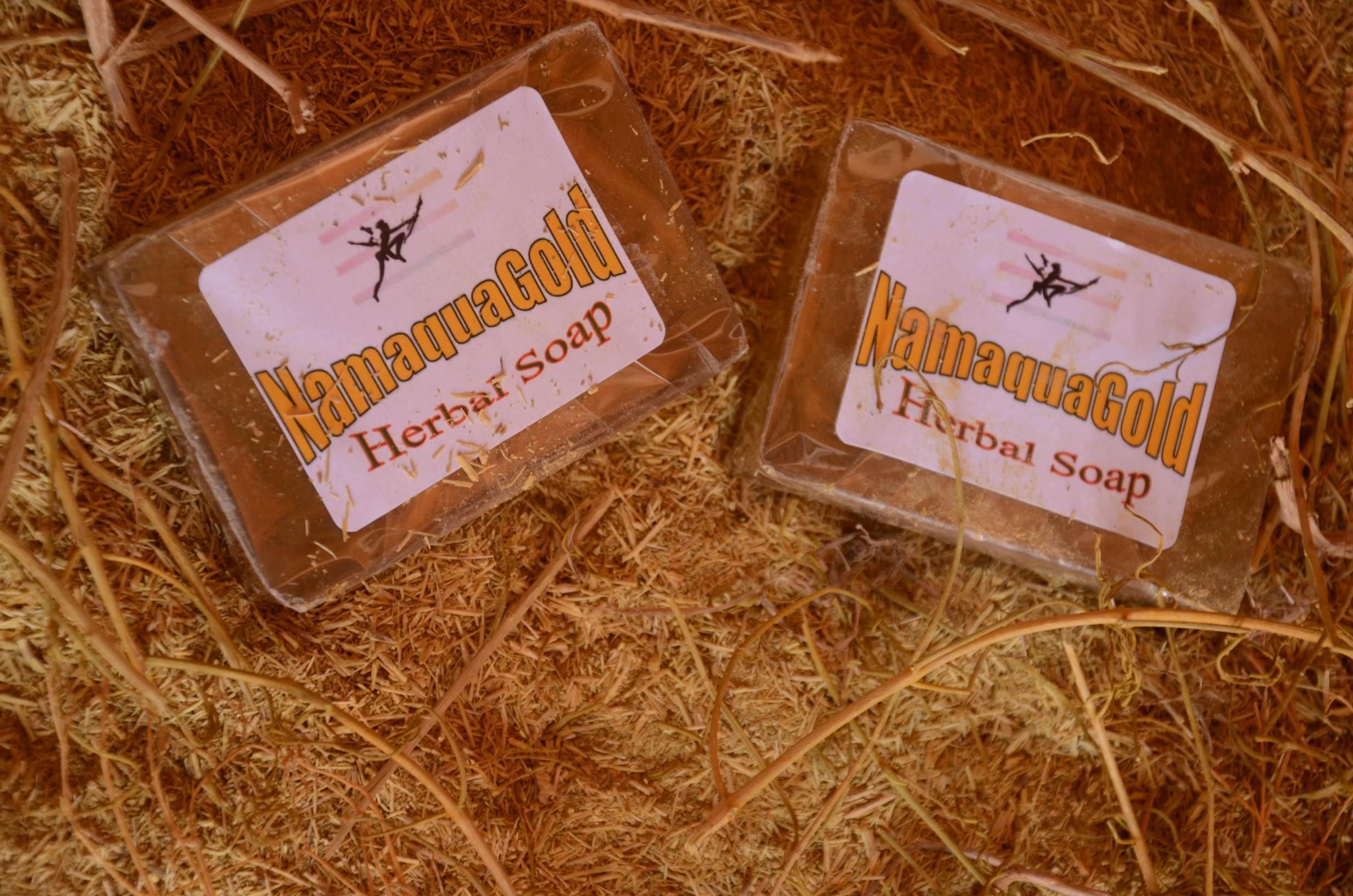
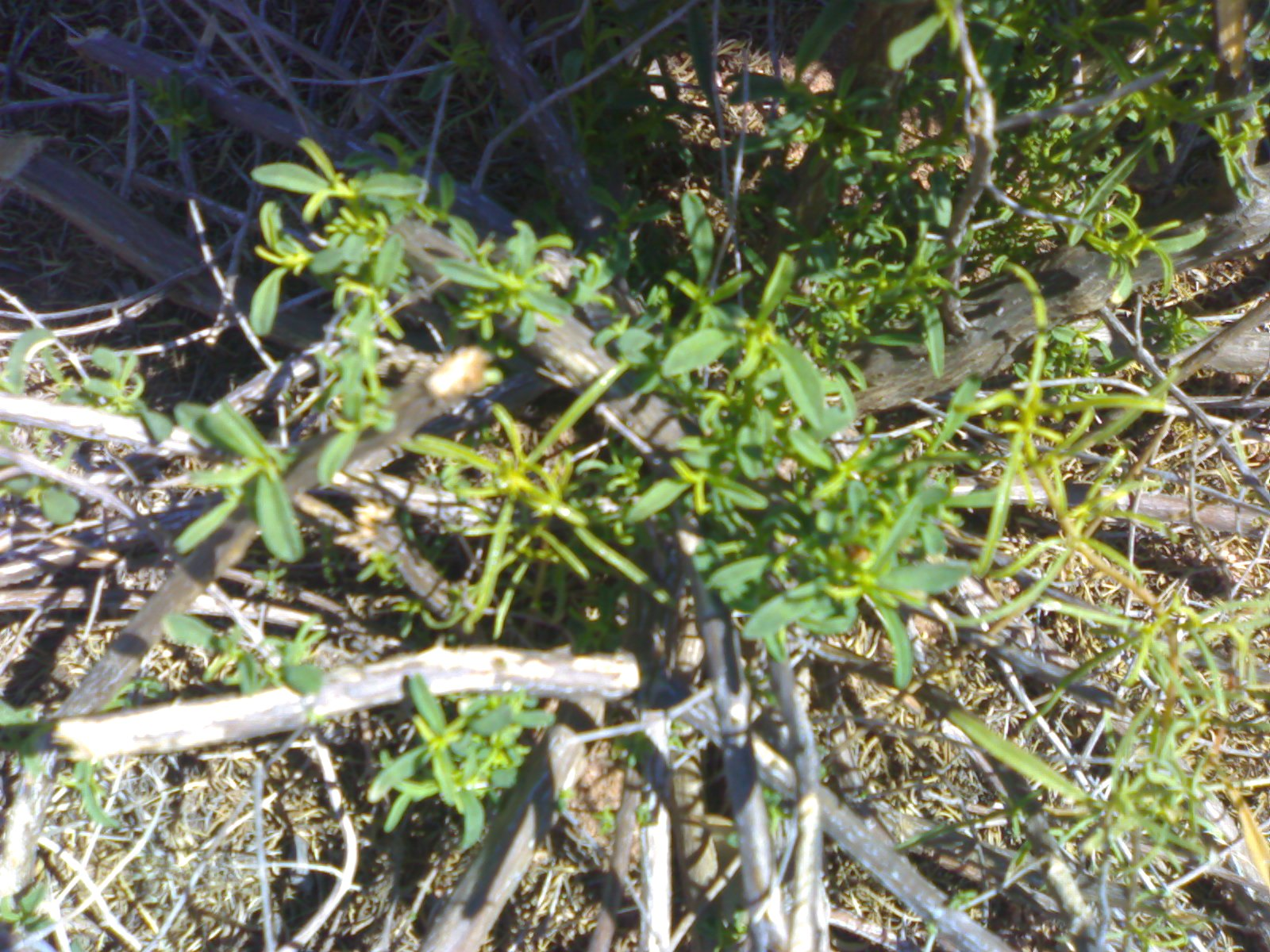